# سانتا ماريا ديل كوبيو
بلدية سانتا ماريا ديل كوبيو (بالإسبانية: Santa María del Cubillo) هي بلدية تقع في مقاطعة آبلة التابعة لمنطقة قشتالة وليون وسط إسبانيا.

## الديموغرافيا
بلغ عدد سكان بلدية سانتا ماريا ديل كوبيو 359 نسمة عام 2011 (وفقاً للمعهد الوطني للإحصاء الإسباني).
| 403 | 399 | 396 | 378 | 369 | 349 | 359 |